# فايزة لعلام
فايزة لعلام هي طبيبةٌ جزائرية، تُعد أول جَرّاحةِ أعصابٍ في أفريقيا، حيث تقود عمل النساء ضمن هذه التخصص في القارة. وُصفت عام 2020 م بأنها «عميدةُ جراحات الأعصاب في أفريقيا والشرق الأوسط» وذلك من قبل الاتحاد العالمي لجمعيات جراحة الأعصاب [الإنجليزية].
بدأت فايزة تدريبها في عام 1977 م وحصلت على شهادة جراحة الأعصاب عام 1982 م، حيث عملت في قسم جراحة المستشفى الجامعي في تيزي وزو. عُينت في عام 2011 م أستاذًا ورئيسًا للقسم هناك. كانت في عام 2014 م من أوائل جراحي الأعصاب في الجزائر الذين أجروا جراحة التنظير الداخلي للأنف.